# Till Death Do Us Part
Till Death Do Us Part е седмият студиен албум на рап групата Cypress Hill. В албума групата експериментира с музиката от Ямайка, по-специално стиловете реге, рага, дъб и ска. Това се забелязва най-вече в What's Your Number?, към която е направен и клип. В нея участва китаристът на пънкарите Rancid – Тим Армстронг и са използвани семпли от бас партията от песента The Guns of Brixton на The Clash. В Ganja Bus се подвизава Деймиън Марли, който е син на Боб Марли. Песента Latin Thugs съчетава елементи от латино музиката
Албумът има две различни обложки. Едната, предназначена за САЩ, изобразява старото лого на групата. Другата, разпространена в Европа и Япония, изобразява христовото разпятие на червеникаво-кафяв фон.

## Песни
1. Another Body Drops
2. Till Death Comes
3. Latin Thugs
4. Ganja Bus
5. Busted In The Hood
6. Money
7. Never Know
8. Last Laugh
9. Bong Hit
10. What's Your Number?
11. Once Again
12. Number Seven
13. One Last Cigarette
14. Street Wars
15. Till Death Do Us Part
16. Eulogy

### бонус песни
1. Ready to Die
2. Roll It Up Again